# 細鱗基銀漢魚
細鱗基銀漢魚，為輻鰭魚綱銀漢魚目擬銀漢魚科的其中一種，分布於南美洲智利維爾帕瑞索至Huaso河流域，為溫帶淡水魚，棲息在底層水域，生活習性不明。